# Slang (album)
| Recensione           | Giudizio |
| -------------------- | -------- |
| AllMusic             |          |
| Chicago Sun-Times    |          |
| Entertainment Weekly | B+       |
| Sputnikmusic         |          |
| Rolling Stone        | misto    |
| Q                    |          |

Slang è il sesto album in studio del gruppo musicale britannico Def Leppard, pubblicato il 14 maggio 1996 dalla Mercury Records. L'album segna una svolta radicale nel sound abituale della band, segnalandosi per diverse sperimentazioni atipiche per il loro stile musicale. Raggiunse la posizione numero 14 della Billboard 200 negli Stati Uniti e la numero 5 della Official Albums Chart nel Regno Unito.

## Storia
Nel lasso di tempo percorso tra l'uscita di Retro Active e Slang, i Def Leppard subirono diversi disagi tra cui il divorzio di Phil Collen, la morte del padre di Rick Savage e la battaglia di quest'ultimo con la paralisi di Bell, e gli arresti sia di Rick Allen che di Joe Elliott, rispettivamente per violenze coniugali e aggressioni. Nonostante la band sostenga che l'album Adrenalize sia stato registrato in un periodo più tetro, la completa assenza di Robert John "Mutt" Lange alla lavorazione di Slang (per la prima volta su un disco dei Def Leppard dal 1981) rese loro possibile di tirar fuori tutto quello che provavano dentro per davvero.
Senza la partecipazione di Mutt Lange, la band cambiò un'altra abitudine, registrando per la prima volta tutti insieme e contemporaneamente (e non per ogni membro in maniera separata). Le registrazioni dell'album avvennero in una villa a Marbella, in Spagna. Slang avrebbe rinunciato a una produzione particolarmente curata in favore di un suono più organico, catalizzato dal ritorno del batterista Rick Allen a un kit semi-acustico. Rick Savage ha spiegato:
Canzoni come Turn to Dust introdussero per la prima volta sarangi e altri strumenti atipici per la proposta musicale della band. I testi vennero caratterizzati da tematiche più scure e introspettive, ben lontane da quelle degli album precedenti. Inoltre Rick Allen utilizzò per la prima volta un set semi-acustico, anziché la caratteristica batteria elettronica che aveva adottato dopo il suo incidente al braccio sinistro.
Slang fu il primo album dei Def Leppard a non riuscire a raggiungere la certificazione di disco di platino negli Stati Uniti. Altrove, ottenne risultati leggermente migliori: collocò quattro singoli nella classifica del Regno Unito, e venne certificato disco di platino in Canada. Durante la tournée di supporto all'album, il gruppo ebbe modo di esibirsi per la prima volta nel Sud-est asiatico, in Sudafrica e in Sudamerica.
Un'edizione limitata dell'album incluse un disco bonus di 6 tracce, Acoustic in Singapore, registrato dal vivo nel mese di ottobre nel 1995.

## Tracce
1. Truth? – 3:01 (Phil Collen, Joe Elliott, Rick Savage, Vivian Campbell)
2. Turn to Dust – 4:22 (Collen)
3. Slang – 2:38 (Collen, Elliott)
4. All I Want Is Everything – 5:20 (Elliott)
5. Work It Out – 4:50 (Campbell)
6. Breathe a Sigh – 4:07 (Collen)
7. Deliver Me – 3:04 (Collen, Elliott)
8. Gift of Flesh – 3:48 (Collen)
9. Blood Runs Cold – 4:27 (Collen, Elliott)
10. Where Does Love Go When It Dies – 4:05 (Elliott, Collen)
11. Pearl of Euphoria – 6:20 (Elliott, Collen, Savage)

Acoustic in Singapore (disco bonus edizione limitata)
1. Armageddon it
2. Two Steps Behind
3. From the Inside
4. Animal
5. When Love & Hate Collide
6. Pour Some Sugar on Me

## Formazione
Gruppo
- Joe Elliott – voce; chitarra e basso addizionale in Pearl of Euphoria
- Phil Collen – chitarre, mandolino
- Vivian Campbell – chitarre, dulcimer
- Rick Savage – basso, chitarra acustica
- Rick Allen – batteria, percussioni

Altri musicisti
- Gloria Flores – voce spagnola in Slang
- Ram Naravan – intro sarangi in Turn to Dust
- Craig Pruess– archi in Turn to Dust
- Shyam Vatish – finale sarangi in Turn to Dust
- Pete Woodroffe – piano in Blood Runs Cold, tastiere in Where Does Love Go When It Dies
- Gavyn Wright – conduzione strumenti Turn to Dust

Produttori
- Pete Woodroffe – produzione, ingegneria del suono, missaggio
- Def Leppard – produzione
- Ger McDonnell – ingegneria del suono, programmazione in Truth?
- Matt Pakucko – missaggio
- Bob Ludwig – mastering
- Brad Buxer, Bobby Brooks – programmazione in Slang e Breathe a Sigh
- Hugh Drumm – programmazione in Truth?
- Jeff Murray – direzione artistica
- Jager di Paola – disegno
- Cynthia Levine, Jeff Rooney – fotografie